# Triafulvalène
Le triafulvalène est un hydrocarbure cyclique complètement conjugué, de formule C6H4. C'est le fulvalène le plus simple, suivi du pentafulvalène (2). Trop instable, le triafulvalène parent n'a jamais été isolé, il en va de même pour le triapentafulvalène (appelé aussi calicène) parent (3).
Pour ce composé, un calcul d'énergie révèle une grande déstabilisation, sur la base de réactions homodesmotiques.
Remarques : l'heptafulvalène et l'heptapentafulvalène (4) ont été isolés et caractérisés ; de nombreux dérivés du pentafulvalène ont été préparés.

Structure du triafulvalène (1), une combinaison 3-3 (2 cycles à 3 chaînons connectés par une liaison double centrale).